# Киото Санга
«Киото Санга» (яп. 京都サンガF.C. Кё:то Санга Эфуси:, англ. Kyoto Sanga F.C.) — японский футбольный клуб из города Киото.
Клуб был основан в 1922 году под названием «Киото Сико». В 1996 году вошёл в профессиональную футбольную Джей-лигу под именем в «Киото Пёрпл Санга». Несмотря на большое количество известных игроков, выступавших за Киото, клуб три раза вылетал во Второй дивизион.

## Достижения
- Обладатель Кубка Императора: 2002
- Финалист Кубка Императора: 2011